# Ольгина, Евлалия Вячеславовна
Евлалия Вячеславовна Успенская (26 апреля 1904 — 1986) — актриса советского кино.

## Биография
Родилась в Харькове 13 (26) апреля 1904 года в семье Вячеслава Павловича и Евлалии Яковлевны Успенских. Необычное имя получила, также как и мама, в честь русской певицы и актрисы Евлалии Павловны Кадминой. В 1906 году её мать была арестована за революционную деятельность и полгода находилась в Харьковской (Холодногорской) тюрьме. Затем она была выслана в Вологодскую губернию на 2 года. Отец же в 1907 году эмигрировал во Францию; был заочно приговорён к каторге и вернулся только в 1921 году.
По возвращении из ссылки Евлалия Яковлевна Успенская с двумя дочерьми, Евлалией и Клавдией, жила в Новороссийске, пока в 1913 году её вновь не отправили в ссылку, — в этот раз в Самару, где они находились до 1917 года. В 1918 году они вернулись в Харьков, а в 1922 году переехали в Москву.
В Москве Евлалия Яковлевна познакомилась с Лазарем Моисеевичем Перлиным, сотрудником Коминтерна и членом-основателем Коммунистической партии Бельгии. В сентябре 1923 года у них родился сын Борис. Жили они в общежитии Коминтерна (гостинице «Люкс») на Тверской улице. Когда Перлин был призван в армию и 2 года служил в Минске, Евлалия Ековлевна с детьми жила в Москве. В 1925 году Лазарь Моисеевич Перлин поступил на службу в ОГПУ и в 1926 году уехал в Хабаровск, а затем в Читу — семья окончательно распалась.
В 1926—1927 годах отец Евлалии Вячеславовны, Вячеслав Павлович Успенский, организовал и возглавил, ставшее крупнейшим кинотеатральным издательством в СССР, издательство «Теакинопечать», которое печатало такие издания как: газеты «Кино» в Москве и в Ленинграде, «Советский экран», «Советское Кино», «Кино-Фронт» и др. В марте 1929 года в результате травли устроенной Отделом агитации и пропаганды (Агитпроп) ЦК ВКП(б) состоялся общественный суд над руководством издательства «Теакинопечать» и В. П. Успенский был снят с должности и встал вопрос о его дальнейшем пребывании в ВКП(б). В результате произошедшего 28 марта 1929 года он покончил жизнь самоубийством. Первый известный отклик на смерть В. П. Успенского принадлежал наркому А. В. Луначарскому: «Скорблю о смерти честного коммуниста тов. Успенского глубоко сожалею, что он не нашел в себе силы бороться дальше против гнусной травли, жертвой которой он пал. 30/III-29 г. Луначарский».

### Творческая деятельность
Изначально актриса играла в мастерской педагогического театра под руководством Г. Л. Рошаля, а позднее в театре имени Е. Вахтангова. Карьреа в кино началась с роли в фильме «Ухабы» А. М. Роома, где она прошла путь от неопытной молодой девушки через брошенную мужем молодую мать к полной внутренней силы и достоинства зрелой женщины. А. М. Роом к достоинствам актрисы относил красивое лицо (не требующее грима) и гладко причесанные волосы, создававшие требуемый для фильма колорит. Впоследствии актриса тоже играла роли молодых, нежных, но полных внутренней силы героинь: деревенской активистки, жены комсомольца и поругавшейся со своим отцом дочери кулака. Играла в комедиях Пырьева «Посторонняя женщина» и Попова «Крупная неприятность», где ее главным партнером являлся Константин Градополов (который в нее влюбился). Данные роли актрисы характеризовались сочетанием лирического и комедийного жанра. В начале 1930-х годов актриса играла роль молодых матерей.
Конец 20-х начало 30-х годов пик в актёрской карьере Евлалии. Она снималась, под псевдонимом Евлампия Ольгина, в главных ролях у таких известных режиссёров как Роом, Пырьев. Работала в Театре-студии Юрия Завадского.
В начале 30-х годов Евлалия встречается с Исидором Вольфовичем Мильграмом, с которым познакомилась в начале 20-х годов. Мильграм по роду службы в ГПУ был знаком с Перлиным и жил в гостинице «Люкс». С осени 1934 они живут вместе.
Исидор Мильграм был арестован 12 мая 1937 года, а Евлалия 19 июля.
27 июля 1937 года Пом. Нач. 18 отделения 3 отдела ГУГБ НКВД СССР, рассмотрев дело в отношении гражданки Успенской Евлалии Яковлевны, находящейся под стражей в Бутырской тюрьме нашёл: что Успенская Е. В., муж которой Мильграм И. В. органами НКВД арестован и изобличен в активной контрреволюционной деятельности в течение ряда лет, является социально-опасным элементом, а потому полагал бы:
Дело в отношении Успенской Е. В. передать на рассмотрение Особого Совещания НКВД СССР.
22 сентября 1938 года члены Особого Совещания постановили:
Успенскую Евлалию Вячеславовну — как члена семьи изменника родины — заключить в исправтрудлагерь, сроком на три года, считая с 19.07.1937. Отбывала срок в Темниковском ИТЛ в Мордовской АССР. Освобождена 19.07.1940 года.
После освобождения жила в г. Александрове (за 101-м километром). Работала в швейной артели «Освобождение» художником до снятия судимости в 1945 году.
В Москву смогла вернуться только в 1955 году после реабилитации. Работала секретарем в Московском УШАСДОРе.
Принимала участие в кинопробах, но в кино больше не снималась.
Проживала в коммунальной квартире по адресу: Университетский проспект, д. 4, кв. 22
Погибла в аварии в январе 1986 года.

## Фильмография
- 1926 — «Господа Скотинины» (режиссёр Григорий Рошаль) — Дуня (нет в титрах)[2]
- 1927 — «Ухабы» (режиссёр Абрам Роом) — Таня[2]
- 1928 — «Танька-трактирщица» (режиссёр Борис Светозаров) — Груня[2]
- 1929 — «Когда зацветут поля» (режиссёр Илья Кравчуновский) — Дуняша, дочь кулака[2]
- 1929 — «Посторонняя женщина» (режиссёр Иван Пырьев) — жена Павла Кудряшова[2]
- 1930 — «Крупная неприятность» (режиссёр Алексей Попов) — Маруся[2]
- 1932 — «Я не маленький» (режиссёр А. Ай-Артян) — мама[2]
- 1933 — «Измена» (режиссёр Юрий Винокуров) — Ольга[2]
- 1935 — «Стеклянный завтрак» (режиссёр Михаил Степанов) — мама[2]
- 1935 — «Про обезьянку» (режиссёр Михаил Степанов) — мама[2]

## Личная жизнь
Первый муж — Лазарь Перлин (1899—1938), сотрудник Коминтерна, капитан госбезопасности. Сын — Борис Перлин (1923—1970), участник Великой Отечественной войны (был тяжело ранен в бою под Хлуднево), переводчик, театровед, диктор советского иновещания на французском языке.
Второй муж — Исидор Мильграм (1896—1938), большевик с большим стажем, вел деятельность в Германии, Шотландии и Бельгии, разведчик-нелегал. Приёмный сын — Леонид Мильграм (1921—2011), педагог.